# Irobs

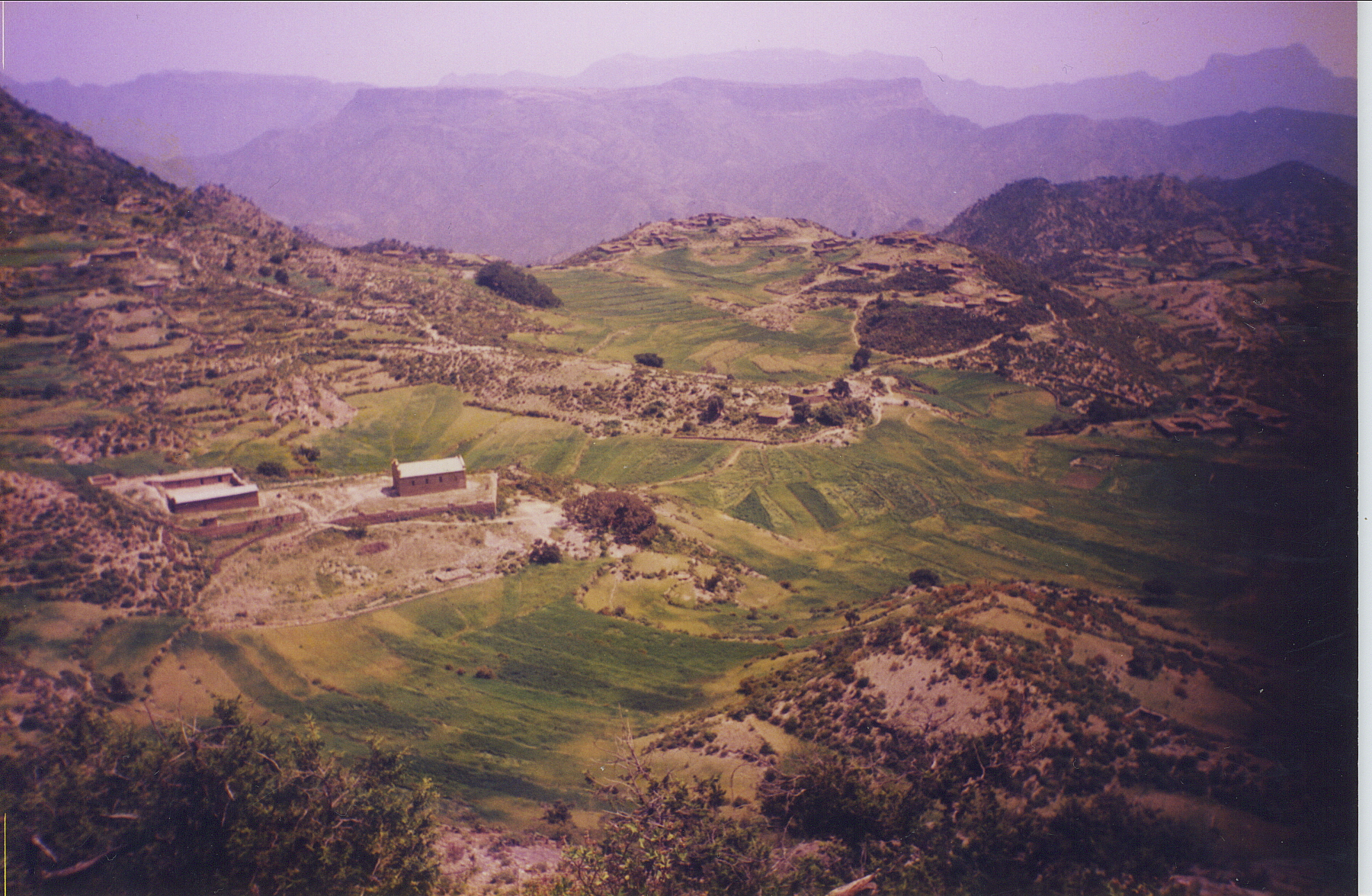
Village de Kafna.

Le peuple Irob (en guèze : ኢሮብ) est un groupe ethnique vivant dans une région montagneuse du même nom, principalement des hautes terres, en Érythrée et en Éthiopie. 
Ils parlent la langue saho. La plupart d'entre eux sont de religion chrétienne catholique et sont majoritairement agriculteurs. L'étymologie du nom Irob est sujette à débat, mais les anciens Irob affirment que le terme vient du mot saho Oroba, qui signifie "bienvenue chez nous". Les frontières des terres des Irobl sont, dans une certaine mesure, identiques à celles du woreda Irob, tous deux sont bordés par les régions: Dabri-Mela au nord, Hado à l'est, la région Afar à l'est et au sud, Shoumezana et Gulomahda à l'ouest, et Saesi Tsaedaemba au sud. Les deux premiers voisins sont des locuteurs du saho et majoritairement musulmans, les troisièmes sont des Afars musulmans et les derniers sont des chrétiens parlant le tigrigna.

## Historique

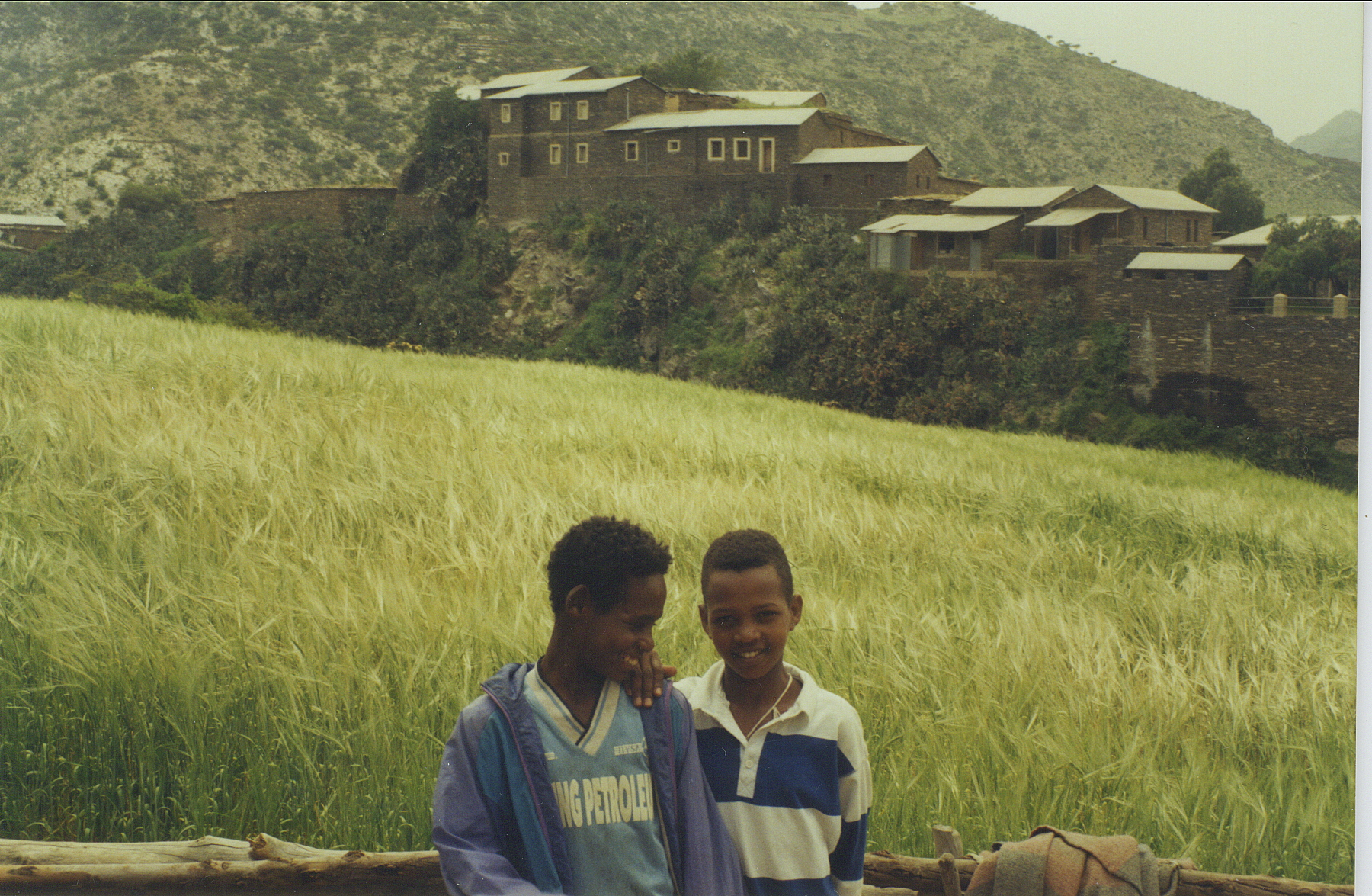
Garçons Irob à.

La capitale (centre traditionnel) d'Irob est Alitena (en). Les Irobs font remonter leur lignée à un homme, Summe, fils de Neguse Worede-Mehret, qui, selon la tradition orale irob, aurait migré vers les terres Irob depuis Tsira'e, dans le Kilite Awla'elo, une région du Tigré, il y a environ 700 ans.
Malgré leur population relativement faible, les Irob sont au premier plan de la politique régionale et nationale en Éthiopie. À commencer par les Zemene Mesafint, la famille Irob de Shum Agame Woldu, qui a par exemple dominé la politique tigréenne. La dynastie compte Dejazmach Subagadis (en) (dont le règne s'étend jusqu'à l'actuelle Érythrée), Shum Agame Desta, Ras Sebhat Aregawi et bien d'autres, dont l'empereur Yohannes IV.
Lors de l'invasion italienne, les patriotes Irob, dirigés par des individus tels que Dejazmach Ayele Sebhat et Dejazmach Kassa Sebhat, contribuent au mouvement de résistance anti-italien depuis leur base sur le mont Asimba.
Plus récemment, de nombreux Irob, comme le docteur Tesfay Debessay, qui est l'un des dirigeants du Parti révolutionnaire du peuple éthiopien (EPRP), jouent un rôle important dans la lutte menée contre la junte dictatoriale dirigée par le colonel Mengistu Haile Mariam.

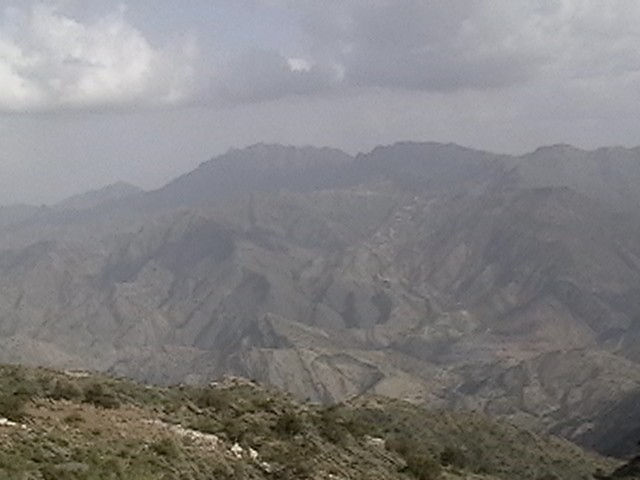
Le mont Asimba.

De plus, les terres Irob, notamment autour des localités d'Assimba et d'Aiga, servent de base à plusieurs mouvements révolutionnaires éthiopiens, dont l'EPRP et le Front de libération du peuple du Tigré (TPLF). Aiga est également le théâtre de batailles importantes pendant la guerre frontalière éthio-érythréenne (1998-2000), qui conduit finalement au retrait des forces d'occupation érythréennes de la région.
Début janvier 2021, durant la guerre du Tigré, au moins 52 civils (50 hommes et 2 femmes) sont exécutés de manière extrajudiciaire sur les terres Irob par des soldats érythréens, selon l'Irob Advocacy Association, qui publie une liste des noms des victimes.
Tigrai TV rapporte 13 victimes, des membres d'une même famille jetés dans une rivière colorée en rouge; les proches n'ont pas pu enterrer les corps et faire leur deuil.

## Culture et style de vie
Les Irobs sont divisés en trois grands sous-groupes ou Are (Maisons): les Adgadi-Are, les Buknaiti-Are et les Hasaballa. Les Adgadi-Are et les Hasaballa sont majoritairement chrétiens orthodoxes, tandis que les Bouknaiti-Are sont catholiques.
L'économie du peuple repose principalement sur l'agriculture, notamment l'élevage. La région est également réputée pour son excellent miel. D'ailleurs, le T'edj, un alcool local fabriqué à partir de ce miel, est réputé dans toute la région pour sa qualité.
Les Irobs forment une communauté biculturelle. Avec leurs voisins de langue saho, ils partagent une langue commune et certaines structures sociales, comme un système de division clanique appelé Mela, et le titre d'Ona pour leurs chefs régionaux. De nombreuses autres pratiques culturelles, notamment les cérémonies de mariage, les vêtements, les danses et la nourriture, sont proches de celles de leurs voisins de langue tigrigna, notamment celles des peuples d'Agame.
Le peuple possède également des coutumes distinctes. Par exemple, les Irobs ont une tradition poétique élaborée appelée Adar. Les hommes Irob pratiquent une chorégraphie appelée Hora et Alkafo, traditionnellement exécutée en préparation des batailles et encore couramment présentée lors des mariages et autres cérémonies.